# Кваркуш
Ква́ркуш — горный хребет на Северном Урале. Расположен в бассейне реки Вишера, в Пермском крае, Россия. Высшей точкой хребта является гора Вогульский камень — 1 066 м над уровнем моря.
Длина хребта более 60 км.
Название хребта происходит от коми-язьвинского слова «Кварк-куш», что дословно означает «голый (безлесый) Урал». Вероятно, такое название эта местность получила оттого, что на этих высотах (от 1 000 м) не растёт лес, а ландшафт представляет собой горную тундру и каменные россыпи.
Хребет находится между Улсом и верховьями Язьвы, из его высокогорных болот берут начало ручьи и реки, питающие Вишеру.
На реке Жигалан, стекающей с северной части хребта на восток и впадающей в Улс, расположен каскад Жигаланских водопадов, являющийся одним из популярных на Северном Урале туристических объектов